# Daniel Walther
Daniel Walther (Munster, 1940. március 10. – Mulhouse, 2018. március 3.) francia újságíró, tudományos-fantasztikus és fantasy író.

## Élete
A Strasbourgi Egyetemen és Saarbrückenben tanult, gyógyszerészeti és nyelvészeti tanulmányokat folytatott, mielőtt a tudományos-fantasztikus irodalommal kezdett foglalkozni. Több, mint 160 fantasy és sci-fi novellát írt, első elbeszélése, a Le Corps déballé 1963-ban jelent meg. 1976-ban megkapta a Grand Prix de l'Imaginaire-t Les Soleils noirs d'Arcadie című antológiájáért. 1980-ban a Club du livre d'anticipation és a Galaxie-Bis sorozatok vezetésével bízták meg, e tevélenységét tíz éven át folytatta. Szintén 1980-ban kapta meg a Grand prix de l'Imaginaire díjat L'Épouvante című munkájáért. Számos alkotása ellenére munkássága kevéssé ismert a francia közönség előtt. Kedvenc témái az erotika, a politikai rendszerek elnyomása elleni lázadás, a szabadság hiánya és a cenzúra. 
1973 és 2005 közt újságíró és rovatvezető volt a Dernières Nouvelles d'Alsace ügynökségnél. Elsősorban az irodalmi rovatban, valamint igazságügyi és felsőoktatási témákban írt. 2006-ban agyvérzést kapott, ekkor kiderült, hogy Parkinson-kórban szenved. A betegség komoly hatással volt társadalmi kapcsolataira, idegösszeomlást kapott, ennek ellenére megjelentette Îles Mécaniques című regényét, a Si Pâle, si Mince, si Morte című gyűjteményt, a La Musique de la Chair című kötetet és a Morbidezza Inc című regényt. 2013-ban a  Galaxies-SF című magazin egy nagyrészt egy részletes interjú köré épülő különszámot szentelt neki Une trajectoire à contre-courant címmel. A szám egy addig kiadatlan novellát és részletes bibliográfiát is tartalmaz.

## Művei
Magyar nyelven egyetlen, 1968-ban írt novellája jelent meg a Galaktika 44. számában, Wilovyi címmel.
Regények
- Krysnak ou le complot (1978)
- Mais l’espace… mais le temps… (1981)
- L’epouvante (1979)
- Happy End (1982)
- Embuscade sur Ornella (1983)
- Apollo XXV (1983)
- La pugnace révolution de Phagor (1984)
- Le veilleur à la lisière du monde (1985)
- La marée purulente (1985)
- Tigre (1988)
- La planète Jaja (1989)
- Terre sans souffrance (1995)
- Le Veilleur à la lisière du monde (1998)
- La mort à Boboli (2000)
- Cité de la mort lente (2005)
- Morbidezza, Inc. (2008)

## Fordítás
- Ez a szócikk részben vagy egészben  a   Daniel Walther című francia Wikipédia-szócikk ezen változatának fordításán alapul.  Az eredeti cikk szerkesztőit annak laptörténete sorolja fel. Ez a jelzés csupán a megfogalmazás eredetét és a szerzői jogokat jelzi, nem szolgál a cikkben szereplő információk forrásmegjelöléseként.